# Adrianna Wysocka
Adrianna Wysocka (ur. 12 czerwca 1998 w Świdnicy) – polska siatkarka grająca na pozycji rozgrywającej, reprezentantka Polski kadetek. Od sezonu 2016/2017 jest zawodniczką Impelu Wrocław.